# 蛋白質熱量營養不良
蛋白質熱量營養不良（Protein–calorie malnutrition, PCM），也被稱作蛋白質能量營養不良 （Protein–energy malnutrition, PEM），若是出現在慢性腎臟病的患者，此情形將被稱為蛋白質熱量耗損  （Protein–energy wasting, PEW）。此病理狀態肇因於長期的蛋白質、熱量攝取不足造成身體組織（主要是肌肉或是脂肪組織）的耗損，屬於一種營養不良的症狀。 

2004年每十萬居民之中，因蛋白質熱量營養不良而導致之失能調整生命年
無資料
少於10
10–100
100–200
200–300
300–400
400–500
500–600
600–700
700–800
800–1000
1000–1350
大於1350

## 分類
廣義上來說營養不良可以區分為三種形式：
- 瓜西奧科兒症 （Kwashiorkor）：也稱為惡性營養不良，紅孩兒症，常發生在1~4歲剛斷乳的小孩，但成人亦可能發生。主因是飲食中缺乏高品質蛋白質所致。會造成皮膚病變、水腫、肝臟脂肪浸潤等等
- 消瘦症（Marasmus）：即是嚴重的熱量攝取不足。
- 消瘦型瓜西奧科兒症（Marasmic kwashiorkor） ：可視為一種最為嚴重的營養不良，綜合了上述兩種症狀及特徵

## 地域性特徵
蛋白質熱量營養不良是相當常見的症狀，不管是孩童抑或成人皆然，一年約會造成全球600萬人死亡。但是在地域上有極大差異性，像是在已開發國家的案例，常為其他疾病引發的次發性症狀，例如慢性腎臟病患者，或是癌症引發的惡病體質（cancer cachexia），會使患者隨著疾病進程而出現蛋白質熱量耗損的情形。以台灣為例，蛋白質熱量營養不良常發生在慢性腎臟病的病人身上，是造成患者死亡率及住院率提升的一大原因。關於蛋白質熱量營養不良與長期血液透析患者而言，臨床上較常用血清蛋白濃度以及體重變化來監測其營養狀態，若目前體重與理想體重的百分比低於80%，或是身體質量指數低於18，都表示患者體重太低，必須注意可能有蛋白質熱量營養不良的疑慮，若是一般營養不良的定義，也可以用六個月內體重減輕10%，或一週內體重減輕5%等
蛋白質熱量營養不良發生在兒童的比例較高，因為蛋白質攝取量較成人少，而在已開發國家中的一些罕見案例顯示導致此症狀的原因有：一、孩童的食物盲從現象（ fad diets），因為過濾、篩選訊息的能力未臻成熟，而被似是而非或是未經科學實證的飲食觀念所影響；二、缺乏對於孩童基本營養需求的認知，像是以美國而言，此種案例常發生在對牛乳過敏的孩童身上，因為牛奶是他們重要的蛋白質來源之一，若沒有找到合適的替代品，便有風險導致蛋白質熱量營養不良

## 產前蛋白質營養不良
蛋白質熱量養不良對於人類來說發生在任何時間點都是有害的，但是若發生在產前，將可能對其胎兒造成嚴重的終身問題。為了胎兒的營養充足及健康，懷孕期間孕婦的蛋白質攝取量建議維持在20%以上。根據動物模型，某些動物在懷孕期間的飲食分配中若蛋白質含量低於6%，將導致許多先天性的缺陷，如大腦發育不全導致體積的縮小、腦內訊息傳遞的受損、肥胖比例增加等等。即使是輕度的蛋白質不足，例如低於7.2%，在大鼠中也顯示出對於新生胎兒有終生且顯著性的負面影響。以下便以一些研究來顯示產前蛋白質熱量營養不良對於胎兒所產生的負面結果。
- 大腦體積的縮小：在以恆河猴（rhesus monkeys）的實驗中，蛋白質缺乏的母親會影響胎兒腦部組織的組成以及腦部體積的大小。若懷孕母猴攝取足夠量的蛋白質，其子女的大腦組成與大小將不會受到影響，即使出生後的體重僅為控制組的一半，仍沒有觀察到顯著大腦的負面影響。反之，若懷孕母猴未攝取足量蛋白質，即使在小猴出生後給予充分膳食營養，仍無法扭轉腦部已經受影響的事實 [7]
- 新皮質長期增強作用受損：在大鼠實驗中，輕微的蛋白質攝取不足（蛋白質攝取低於7.2%）將會導致下述構造或功能的減損：ㄧ、海馬迴中的內嗅皮質（entorhinal cortex）的可塑性 （主要會影響視覺空間的記憶）。二、新皮質（neocortex）中去甲基腎上腺素的作用。三、 新皮質長期增強作用受損[8]。
- 身體脂肪分佈改變 ：蛋白質攝取不足在不同孕期也可能對胎兒有不同影響。在大鼠實驗中，像是若在孕期的早期（懷孕期0~7天）階段與中期階段（懷孕期8~14天），乃至於整個懷孕期都蛋白質攝取不足，胎鼠的內臟脂肪會有顯著性的增加。若蛋白質攝取不足的情形發生在孕期的晚期（懷孕期15~22天），脂肪組織增加的情形只發生在生殖腺 [9]
- 肥胖情形的增加：在小鼠實驗中，懷孕母鼠的飲食中若持續缺乏蛋白質，出生的小鼠體重相較於控制組將減少40%。且在出生後若餵食高脂肪的飲食，會發現到體重上升速度相較於控制組快速，且會導致肥胖，身體脂肪比例也顯著性提高。在控制組中，也就是懷孕母鼠中蛋白質攝取量足夠而生的小鼠，在被餵食相同的高脂肪的飲食時，並不會觀察到體重增加、肥胖提高以及脂肪組織增加的情形 [10]
- 出生體重的下降以及早產：富含蛋白質以及熱量的補充品可以幫助孕婦延長孕期以及增加新生兒的體重。在此研究中，當孕婦被分配到的補充品富含蛋白質、熱量、微量營養素等等，可以幫助孕婦與胎兒有順利的結果，例如新生兒體重的增加、孕婦孕期的增加、 減少早產的風險等等，反之在另一組孕婦中，孕婦的補充品富含微量營養素，但是無蛋白質以及低熱量的，相較於前者，胎兒的整體狀況不如前者良好。不過要注意的是，本研究並未把蛋白質的因素與熱量明顯區分開來，因為設計上是無蛋白質且熱量是略低的，因此研究結果也可能是因為「整體熱量」不足的關係。 [11]
- 對壓力更為敏感 ：在大鼠實驗中，懷孕期的母鼠被餵予低蛋白飲食，會導致雄性的子老鼠顯示出其應對壓力以及鹽分會有過度的反應（根據測定血壓的結果）[12]
- 後代精子品質的下降：在大鼠實驗中，懷孕期的母鼠被餵予低蛋白飲食，會影響雄性子老鼠的精子品質，包括塞爾托利氏細胞（sertoli cell ）數目上的減少（為細精管部分的睪丸營養細胞）、精子活動力下降、精子數目的減少[13]
- 心臟的能量代謝產生變化：在懷孕過程中，尤其是蛋白質攝取的不足，可能會影響後代心臟的基因表現出現變化，因而影響能量代謝[14]

根據上述的研究結果，產前蛋白質的足量攝取對於胎兒的發育扮演重要角色，尤其是腦部、免疫能力、以及一些基因表現。許多物種的研究皆顯示出，懷孕期間母體若未攝取足量蛋白質，將使得胎兒產生許多先天或後天的缺陷。總而言之蛋白質營養對於懷孕婦女而言，是再重要不過的課題

## 流行病學

### 蛋白質熱量營養不良的流病與影響

2012年每百萬人之中，死於蛋白質熱量營養不良的人數統計
0-0
1-3
4-6
7-13
14-22
23-38
39-65
66-182
183-313
314-923

整體上，蛋白質營養不良在兒童或成人之中都算是相當常見的疾病，且每年皆造成約六百萬人死亡。在工業化社會之中，絕大多數蛋白質營養不良的病例皆是發生在醫院裡，與其他疾病併發，或在老人身上。
僅管蛋白質熱量營養不良在低收入國家較為常見，來自高收入國家的兒童仍會出現病例，包括大都會地區的低社經地位家庭之兒童。在患有慢性疾病抑或因其他病因而住院之兒童身上，也會出現蛋白質熱量營養不良之情形。
蛋白質熱量營養不良可能的致病因子包括：智力不足、囊腫性纖維化、惡性腫瘤、心血管疾病、末期腎臟病、遺傳性疾病、神經性疾病、多重疾病或延長之住院治療。這些情況下的營養控制極具挑戰性，且其重要性時常被忽略與低估，因而造成蛋白質熱量營養不良之情況惡化，並降低康復機率。

### 蛋白質熱量營養不良與慢性腎臟病
慢性腎臟病且長期經歷血液透析的患者容易發生蛋白質熱量營養不良，約有18~70%的血液透析患者會出現蛋白質熱量營養不良，而發生在老年透析患者中的比例更高，因此蛋白質熱量營養不良之情形對於長期血液透析的患者而言，是重要的罹病率與死亡率指標，且也與治療效果與生活品質息息相關。
導致血液透析患者蛋白質熱量營養不良的可能因素包括：
- 食物攝取不足：血液透析患者可能在疾病本身或治療過程之影響下，發生味覺改變、噁心厭食等情況。此外，腸胃道功能障礙、經濟情況或行動能力受限等因素亦可能使患者無法攝取足夠的食物。
- 由於末期腎臟病本身的影響，使得營養素的需求量增加：末期腎臟病患者常因疾病本身之進程，造成諸如慢性發炎狀態、胰島素抗性、酸血症、生長激素及其他內分泌異常等影響，使身體長期處於高代謝之狀態，讓營養素的需求量增加。
- 透析治療過程增加營養素的流失：由於每次的血液透析治療將流失約10至12克的胺基酸、胜肽、蛋白質、葡萄糖與水溶性維生素等，因此將會增加蛋白質及營養素之流失。

## 共病症
大部分罹患蛋白質熱量營養不良的兒童皆會出現共病症。最常見的共病症包括：腹瀉（在一份66人研究中佔比72.2%）與瘧疾（在前述研究中佔比43.3%）。
蛋白質營養不良之患者亦可能出現敗血症、嚴重貧血、支氣管肺炎、HIV、結核病、疥瘡、慢性化膿性中耳炎、佝僂病、角膜軟化症等。這些共病症將使營養不良之兒童承受更大的身體負擔，且可能延長住院天數抑或提升死亡之機率。
其中，由於蛋白質熱量營養不良之情形通常會導致（輕度至中度的）免疫系統不全，因此會導致蛋白質熱量營養不良病人罹患感染性共病症之機率上升。

## 治療方式
針對蛋白質熱量營養不良之主要治療方針與順序如下：
1. 治療病患體內電解質與營養物質等之失衡情形，並治療感染性的病症。其中，蛋白質熱量營養失衡最容易造成低血鉀、低血鈣、低血磷、低血鎂等電解質的失衡。
2. 以飲食療法進行主要營養素之補充，且較為推薦以牛乳為主之飲食搭配。在治療的第一個禮拜，應該盡量滿足病患的食慾，其後應依體重與年齡調整熱量與蛋白質飲食基準為：兒童：熱量攝取175大卡/公斤體重 與 蛋白質攝取4公克/公斤體重；成人：熱量攝取60大卡/公斤體重 與 蛋白質攝取2公克/公斤體重。此外，病患亦應每日服用綜合維他命。

## 延伸閱讀
- Bistrian, Bruce R.; McCowen, Karen C.; Chan, Samuel. . American Journal of Kidney Diseases. 1999, 33 (1): 172–5. PMID 9915286. doi:10.1016/S0272-6386(99)70278-7.
- Protein–Energy Undernutrition 来自默克诊疗手册专业版